# 青木栄一 (教育行政学者)
青木栄一（あおき えいいち、1973年 - ）は、日本の教育学者、教育行政学者、行政学者、政治学者、公共政策学者。東北大学大学院教育学研究科教授、放送大学客員教授。千葉県出身。

## 略歴
- 1992年4月 - 1996年3月 東京大学 教育学部 教育行政学科 卒業
- 1996年4月 - 1998年3月 東京大学 大学院教育学研究科 総合教育科学専攻修士課程 修了
- 1998年4月 - 2002年5月 東京大学 大学院教育学研究科 総合教育科学専攻博士課程 修了[1]
- 1999年1月 - 2001年3月 日本学術振興会  特別研究員（DC2）
- 2001年4月 - 2003年3月 日本学術振興会  特別研究員（PD）
- 2003年4月 - 2003年7月 東京大学大学院教育学研究科  基礎学力研究開発センター 拠点形成特任研究員
- 2003年8月 - 2010年3月 国立教育政策研究所 教育政策・評価研究部 研究員
- 2010年4月 - 2021年3月 東北大学大学院 教育学研究科 准教授
- 2010年8月 - 2012年3月 国立教育政策研究所 教育政策・評価研究部  客員研究員
- 2014年4月 - 2016年3月 広島大学 高等教育研究開発センター  客員研究員
- 2015年11月 - 2015年12月 オックスフォード大学 ニッサン日本学研究所 客員研究員
- 2016年4月 - 2016年9月   兵庫教育大学  客員准教授
- 2016年10月 - 2016年12月 オックスフォード大学 ケロッグカレッジ  客員研究員
- 2016年10月 - 2016年12月 オックスフォード大学 政治・国際関係学部  客員研究員
- 2016年10月 - 2016年12月 台湾師範大学 教育研究與評鑑中心  客員研究員（訪問学者）
- 2016年10月 - 2016年11月 コロンビア大学 ティーチャーズカレッジ  客員研究員
- 2017年4月 - 2017年9月 兵庫教育大学  客員准教授
- 2018年4月 - 2018年9月 兵庫教育大学  客員准教授
- 2018年4月 - 2019年3月 放送大学客員准教授
- 2019年4月 - 2021年3月 放送大学客員准教授
- 2021年4月 - 東北大学大学院 教育学研究科 総合教育科学専攻 教授（現職）
- 2021年4月 - 放送大学客員教授（現職）

## 受賞
- 2004年10月   日本教育行政学会 学会賞
- 2004年   財団法人教育研究振興会 学術図書出版助成事業
- 2015年6月   日本教育経営学会 学術研究賞

## 書籍等出版物

### 単著
- 『教育行政の政府間関係』多賀出版、2004年2月。ISBN 4-8115-6791-9。
- 『地方分権と教育行政 少人数学級編制の政策過程』勁草書房、2013年6月。ISBN 978-4-326-25089-9。
- 『文部科学省 揺らぐ日本の教育と学術』中央公論新社〈中公新書〉、2021年3月。ISBN 978-4-12-102635-4。

### 共著・編著
- 『分権改革と教育行政―教育委員会・学校・地域 (分権型社会を創る)』　西尾勝、小川正人、ぎょうせい、2000年7月。ISBN 432406024X
- 『ポストモダンの教育改革と国家』 篠原清昭、教育開発研究所、2003年4月。ISBN 487380339X
- 『義務教育改革―その争点と地域・学校の取り組み (教職研修総合特集)』 小川正人、教育開発研究所、2005年9月。ISBN 4873809169
- 『教育行政学』 勝野正章・藤本典裕、学文社、2005年10月。ISBN 4762014036
- 『日本の教育と基礎学力』 21世紀COEプログラム東京大学大学院教育学研究科基礎学力研究開発センター、明石書店、2006年2月。ISBN 4750322733
- 『テキストブック地方自治』 村松岐夫、東洋経済新報社、2006年6月。ISBN 4492211594
- 『学力―いま、そしてこれから』 山森光陽、荘島宏二郎、ミネルヴァ書房、2006年10月。ISBN 4623047326
- 『教育の政治経済分析―日本・韓国における学校選択と教育財政の課題』 (成蹊大学アジア太平洋センター研究叢書) 中神康博・Taejong Kim(編著)、シーエーピー出版、2007年11月。ISBN 4916092864
- 『教育行政学』 勝野正章・藤本典裕、学文社、2008年4月。ISBN 4762017477
- 『学校と大学のガバナンス改革』 日本教育行政学会 教育開発研究所、2009年5月。ISBN 4873803977
- 『テキストブック地方自治 第2版』 村松岐夫、東洋経済新報社、2010年2月。ISBN 4492211837
- 『公共部門の評価と管理』 山谷清志、晃洋書房、2010年4月。ISBN 4771021406
- 『地方政治と教育行財政改革―転換期の変容をどう見るか』 日本教育行政学会研究推進委員会、福村出版、2012年6月。ISBN 4571101597
- 『学校経営』 (学校マネジメント研修テキスト 4) 日本スクールビジネス研究会、学事出版、2012年7月。ISBN 4761918772
- 『教育改革をめぐる重要課題』 (学校マネジメント研修テキスト 6) 木岡一明編著、学事出版、2013年7月。ISBN 4761919841
- 『テキストブック地方自治 第2版』 村松岐夫、東洋経済新報社、2010年2月。ISBN 4492211837
- 『公共部門の評価と管理』 山谷清志、晃洋書房、2010年4月。ISBN 4771021406
- 『地方政治と教育行財政改革―転換期の変容をどう見るか』 日本教育行政学会研究推進委員会、福村出版、2012年6月。ISBN 4571101597
- 『学校経営 (学校マネジメント研修テキスト 4)』 日本スクールビジネス研究会、学事出版、2012年7月。ISBN 4761918772
- 『教育改革をめぐる重要課題』 (学校マネジメント研修テキスト 6) 木岡一明編著、学事出版、2013年7月。ISBN 4761919841
- 『改訂版　初めて学ぶ教育の制度・行政・経営論』 牛渡淳、金港堂出版部、2014年4月。ISBN 4873980895
- 『首長主導改革と教育委員会制度―現代日本における教育と政治』 日本教育行政学会研究推進委員会(編)、福村出版、2014年4月。ISBN 4571101678
- 『教育行政学』 勝野正章・藤本典裕、学文社、2015年3月。ISBN 4762024902
- 『必携 自治体職員ハンドブック』 公職研編集部(編)、公職研、2015年4月。ISBN 4875263457
- 『分権危惧論の検証』 嶋田暁文、木佐茂男、青木栄一、野口和雄、沼尾波子、公人の友社、2015年7月。ISBN 4875556683
- 『新基本法コンメンタール 教育関係法 (別冊法学セミナー)』 荒牧重人・小川正人・窪田眞二・西原博史、日本評論社、2015年9月。ISBN 4535402566
- 『大震災に学ぶ社会科学 第6巻 復旧・復興へ向かう地域と学校』 青木栄一、東洋経済新報社、2015年12月。ISBN 4492223614
- 『学校のポリティクス (岩波講座 教育 変革への展望 第6巻)』 小玉重夫(編)、岩波書店、2016年11月。ISBN 4000113968
- 『Five Years After: Reassessing Japan's Responses to the Earthquake, Tsunami, and the Nuclear Disaster』 Eiichi Aoki、東京大学出版会、2016年12月。ISBN 4130370502
- 『必携自治体職員ハンドブック 公職研編集部編』 公職研、2017年4月。ISBN 4875263724
- 『地方自治論 -- 2つの自律性のはざまで』 (有斐閣ストゥディア) 北村亘、青木栄一、平野淳一、有斐閣、2017年12月。ISBN 4641150486
- 『コミュニティ・スクールの全貌:全国調査から実相と成果を探る』 佐藤晴雄、風間書房、2018年2月。ISBN 4759922059
- 『教育経営における研究と実践 (講座 現代の教育経営)』 日本教育経営学会編、学文社、2018年6月。ISBN 4762028142
- 『教育の行政・政治・経営』放送大学教育振興会、2019年3月。ISBN 978-4-595-31922-8。（川上泰彦と共編）
- 『文部科学省の解剖』東信堂、2019年4月。ISBN 978-4-7989-1553-1。
- 『教育制度を支える教育行政』ミネルヴァ書房、2019年4月。ISBN 978-4-623-08539-2。
- 『教育学年報 11 教育研究の新章』世織書房、2019年8月。ISBN 978-4-86686-007-7。
- 『対立軸でみる公共政策入門』法律文化社、2019年10月。ISBN 978-4-589-04037-4。
- 『改訂版 教育の行政・政治・経営』放送大学教育振興会、2023年3月20日。ISBN 978-4-595-32383-6。（川上泰彦と共編）

### 監訳
- レオナード・J・ショッパ『日本の教育政策過程 1970～80年代教育改革の政治システム』三省堂、2005年9月。ISBN 4-385-32202-3。
- ジェフリー・ヘニグ『アメリカ教育例外主義の終焉 変貌する教育改革政治』東信堂、2021年4月。ISBN 978-4-7989-1689-7。